# Sebastiano Erizzo

Stemma Erizzo

Sebastiano Erizzo (Venezia, 19 giugno 1525 – Venezia, 5 marzo 1585) è stato un umanista e numismatico italiano.

## Biografia
Senatore e membro del consiglio dei Dieci di Venezia, è noto per le sue Sei giornate (1567), raccolta di novelle raccontate in sei giorni da sei scolari nel 1542.
Fu il primo scrittore in italiano di numismatica. Scrisse le novelle Le sei giornate in stile boccaciano e quattro lettere filosofiche. Assieme a Enea Vico stabilì i principi della numismatica.
Caratteristica delle novelle è la pressoché totale assenza di temi amorosi.